# Bhoutan aux Jeux olympiques
Le Bhoutan participe aux Jeux olympiques depuis 1984 et a envoyé des athlètes à chaque jeux depuis cette date. Il n'a envoyé, jusqu'en 2012, que des archers, le tir à l'arc étant le sport national,. Le pays n'a jamais participé aux Jeux d'hiver.
Le pays n'a jamais remporté de médaille.
Le Comité national olympique bhoutanais a été créé en 1983 et a été reconnu par le Comité international olympique (CIO) la même année.